# Ilia Koshevoy
Ilia Koshevoy (em bielorrusso:  Ілья Яўгенавіч Кашавы; nascido em 20 de março de 1991) é um ciclista profissional bielorrusso que compete para a equipe italiana Lampre-Merida desde 2015.